# 3062 Wren
För andra betydelser, se Wren.
3062 Wren eller 1982 XC är en asteroid i huvudbältet som upptäcktes den 14 december 1982 av den amerikanske astronomen Edward L.G. Bowell vid Anderson Mesa Station. Den är uppkallad efter den brittiske astronomen sir Christopher Wren.
Asteroiden har en diameter på ungefär 23 kilometer och den tillhör asteroidgruppen Eos.